# Thérèse de Nassau-Weilbourg
Thérèse de Nassau-Weilbourg (en allemand : Therese von Nassau-Weilburg), princesse de Nassau-Weilbourg puis, par son mariage, princesse d'Oldenbourg, est née le 17 avril 1815 à Weilbourg, dans le duché de Nassau, et décédé le 8 décembre 1871 à Prague, dans l'empire d'Autriche. Fille du duc Guillaume de Nassau, elle épouse le prince germano-russe Pierre Georgievitch d'Oldenbourg.

## Famille

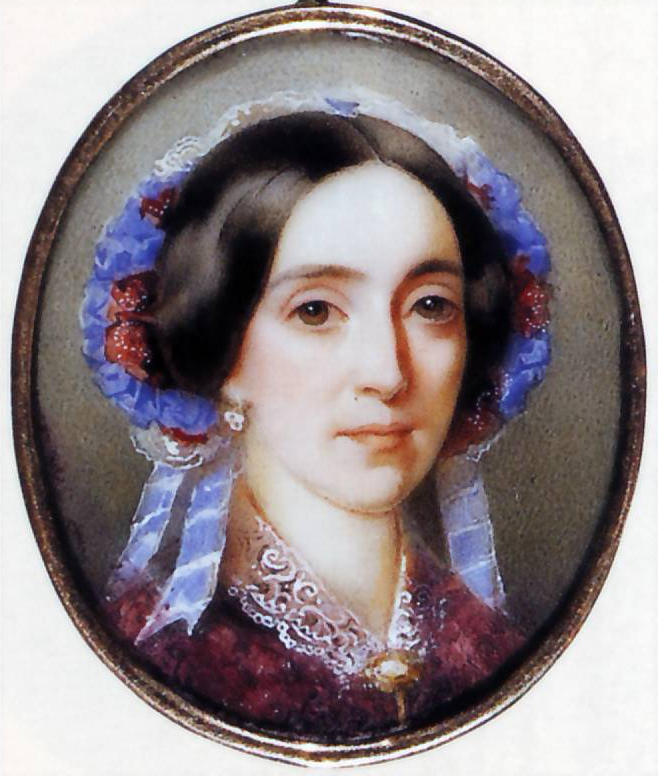
Portrait de la princesse Thérèse.

La princesse Thérèse est la fille du duc Guillaume de Nassau (1792-1839) et de son épouse la princesse Louise de Saxe-Hildburghausen (1794-1825).
Le 23 avril 1837, elle épouse à Biebrich, le prince Pierre d'Oldenbourg (1812-1881), lui-même fils du prince Georges d'Oldenbourg (1784-1812) et de la grande-duchesse Catherine Pavlovna de Russie (1788-1819).
Du mariage de Thérèse et de Pierre naissent huit enfants :
- Alexandra Petrovna d'Oldenbourg (1838-1900), qui épouse le grand-duc Nicolas Nikolaïevitch de Russie (1831-1891) ;
- Nicolas d'Oldenbourg (it) (1840-1886), qui s'unit à Maria Bulazel, comtesse d'Osternbourg ;
- Cécile d'Oldenbourg (1841-1842) ;
- Alexandre d'Oldenbourg (1844-1932), qui épouse la princesse Eugénie de Leuchtenberg (1845-1925) ;
- Catherine d'Oldenbourg (ru) (1846-1866) ;
- Georges d'Oldenbourg (1848-1871) ;
- Constantin d'Oldenbourg (en) (1850-1906), qui s'unit à la princesse Agrafena Djapparidzé (en), comtesse de Zarnekau ;
- Thérèse d'Oldenbourg (1852-1883), qui épouse le prince Georges de Leuchtenberg (1852-1912).

## Biographie
Née en 1815, la princesse Thérèse est la fille aînée du duc Guillaume de Nassau et de sa première épouse Louise de Saxe-Hildburghausen. Orpheline de mère à l'âge de dix ans, elle est élevée par son père et sa belle-mère, la princesse Pauline de Wurtemberg, qui n'a que cinq ans de plus qu'elle. Elle reçoit une bonne éducation et étudie la peinture et la sculpture.
En grandissant, Thérèse se consacre aux œuvres de bienfaisance. En Russie, elle crée une école pour jeunes filles pauvres (l'Institut princesse-Thérèse-d'Oldenbourg) et patronne des refuges. En 1843, elle visite, à Varsovie, un hôpital pour enfants où elle rencontre la communauté des Sœurs de la Miséricorde, qui l'impressionne beaucoup. Revenue en Russie, elle fonde, le 9 mars 1844, la "Communauté des Sœurs de Miséricorde", qui joue un rôle important dans l'aide aux nécessiteux.